# Bolszaja Dobraja
Bolszaja Dobraja (ros. Большая Добрая) – wieś (ros. деревня, trb. dieriewnia) w zachodniej Rosji, w osiedlu miejskim Krasninskoje rejonu krasninskiego w obwodzie smoleńskim.

## Geografia
Miejscowość położona jest nad rzeką Dobraja, przy drodze regionalnej 66A-3 Krasnyj – granica z Białorusią (Lady), 4 km od centrum administracyjnego osiedla miejskiego i całego rejonu (Krasnyj), 49 km od Smoleńska, 18,5 km od najbliższego przystanku kolejowego (478 km).
W granicach miejscowości znajdują się ulice: Sadowaja, Zapadnaja, Zapadnyj pierieułok, Zariecznaja.

## Demografia
W 2010 r. miejscowość zamieszkiwały 54 osoby.